# Matteo Darmian
Matteo Darmian (Legnano, 1989. december 2. –) olasz válogatott labdarúgó, az Internazionale játékosa.

## Pályafutása

### Klubcsapatban
2006 és 2010 között az AC Milan labdarúgója volt, közben 2009-10-ben kölcsönben a Padova csapatában szerepelt. 2010–11-ben a Palermo, 2011 és 2015 között a Torino, 2015 és 2019 között az angol Manchester United játékosa volt. 2019-től a Parma labdarúgója és 2020 óta kölcsönben az Internazionale csapatában szerepel.

### A válogatottban
2014 óta 36 alkalommal szerepelt az olasz válogatottban és egy gólt szerzett. Részt vett a 2014-es világ- és a 2016-os Európa-bajnokságon.
2024. június 6-án bekerült a 2024-es labdarúgó-Európa-bajnokságra utazó végleges keretbe.

## Sikerei, díjai
- Manchester United
  - Angol kupa: 2015-16
  - Ligakupa: 2016–2017
  - Európa-liga: 2016–17[6]

- Internazionale
  - Olasz bajnok: 2020–21, 2023–24
  - Olasz kupa: 2021–22, 2022–23
  - Olasz szuperkupa: 2021, 2022, 2023

## Statisztika

### Klub
2019. április 14-i állapot szerint.
| Klub              | Szezon           | Bajnokság        | Bajnokság | Bajnokság | Kupa  | Kupa  | Ligakupa | Ligakupa | Nemzetközi | Nemzetközi | Egyéb | Egyéb | Összesen | Összesen |
| Klub              | Szezon           | Bajnokság        | Mérk.     | Gólok     | Mérk. | Gólok | Mérk.    | Gólok    | Mérk.      | Gólok      | Mérk. | Gólok | Mérk.    | Gólok    |
| ----------------- | ---------------- | ---------------- | --------- | --------- | ----- | ----- | -------- | -------- | ---------- | ---------- | ----- | ----- | -------- | -------- |
| Milan             | 2006–07          | Serie A          | 1         | 0         | 1     | 0     | –        | –        | 0          | 0          | –     | –     | 2        | 0        |
| Milan             | 2007–08          | Serie A          | 0         | 0         | 1     | 0     | –        | –        | 1          | 0          | 0     | 0     | 2        | 0        |
| Milan             | 2008–09          | Serie A          | 3         | 0         | 0     | 0     | –        | –        | 0          | 0          | –     | –     | 3        | 0        |
| Milan             | Összesen         | Összesen         | 4         | 0         | 2     | 0     | –        | –        | 1          | 0          | 0     | 0     | 7        | 0        |
| Padova            | 2009–10          | Serie B          | 20        | 1         | 0     | 0     | –        | –        | –          | –          | 2     | 0     | 22       | 1        |
| Palermo           | 2010–11          | Serie A          | 11        | 0         | 1     | 0     | –        | –        | 4          | 0          | –     | –     | 16       | 0        |
| Torino            | 2011–12          | Serie B          | 33        | 1         | 1     | 0     | –        | –        | –          | –          | –     | –     | 34       | 1        |
| Torino            | 2012–13          | Serie A          | 30        | 0         | 2     | 0     | –        | –        | –          | –          | –     | –     | 32       | 0        |
| Torino            | 2013–14          | Serie A          | 37        | 0         | 1     | 0     | –        | –        | –          | –          | –     | –     | 38       | 0        |
| Torino            | 2014–15          | Serie A          | 33        | 2         | 1     | 0     | –        | –        | 13         | 3          | –     | –     | 47       | 5        |
| Torino            | Összesen         | Összesen         | 133       | 3         | 5     | 0     | –        | –        | 13         | 3          | –     | –     | 151      | 6        |
| Manchester United | 2015–16          | Premier League   | 28        | 1         | 3     | 0     | 1        | 0        | 7          | 0          | –     | –     | 39       | 1        |
| Manchester United | 2016–17          | Premier League   | 18        | 0         | 2     | 0     | 2        | 0        | 7          | 0          | 0     | 0     | 29       | 0        |
| Manchester United | 2017–18          | Premier League   | 8         | 0         | 2     | 0     | 3        | 0        | 3          | 0          | 1     | 0     | 17       | 0        |
| Manchester United | 2018–19          | Premier League   | 6         | 0         | 1     | 0     | 0        | 0        | 0          | 0          | –     | –     | 7        | 0        |
| Manchester United | Összesen         | Összesen         | 60        | 1         | 8     | 0     | 6        | 0        | 17         | 0          | 1     | 0     | 92       | 1        |
| Parma             | 2019–20          | Serie A          | 0         | 0         | 0     | 0     | —        | —        | —          | —          | —     | —     | 0        | 0        |
| Karrier összesen  | Karrier összesen | Karrier összesen | 228       | 5         | 16    | 0     | 6        | 0        | 35         | 3          | 3     | 0     | 288      | 8        |

### Válogatott
2017. november 13-i állapot szerint.
| Olaszország | Olaszország | Olaszország |
| Év          | Mérk.       | Gólok       |
| ----------- | ----------- | ----------- |
| 2014        | 9           | 0           |
| 2015        | 10          | 1           |
| 2016        | 8           | 0           |
| 2017        | 9           | 0           |
| Összesen    | 36          | 1           |

### Válogatott góljai
2017. november 13-i állapot szerint.
| No. | Date              | Venue                                | Opponent     | Score | Result | Competition                                  |
| --- | ----------------- | ------------------------------------ | ------------ | ----- | ------ | -------------------------------------------- |
| 1   | 2015. október 15. | Olimpiai Stadion, Baku, Azerbajdzsán | Azerbajdzsán | 3–1   | 3–1    | 2016-os labdarúgó-Európa-bajnokság selejtező |